# エルブロンク県

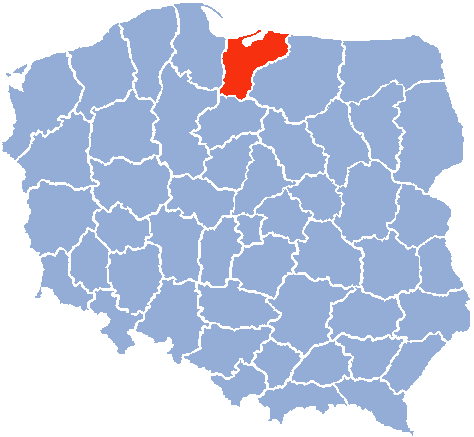
エルブロンク県

エルブロンク県（エルブロンクけん、ポーランド語: województwo elbląskie)は、1975年から1998年まで存在したポーランドの県（行政区画・地方行政単位）である。1999年1月1日の地方行政区画の改正にともないポモージェ県とヴァルミア＝マズールィ県となった。県都はエルブロンク。

## 主要都市（人口は1995年時点）
- エルブロンク（128,700人）
- マルボルク（40,300人）
- クフィジン（39,300人）